# Sebastian Huber
Sebastian Huber   (Füssen, 26 de juny de 1901 - Füssen, 6 de març de 1985) va ser un pilot de bobsleigh alemany que va competir a durant les dècades de 1920 i 1930.
El 1928 va prendre part en els Jocs Olímpics de Sankt Moritz, on guanyà la medalla de bronze en la prova de bobs a 5 formant equip amb Hans Heß, Hanns Kilian, Valentin Krempl i Hanns Nägle. Quatre anys més tard, als Jocs de Lake Placid guanyà una segona medalla de bronze en la prova del bobs a 4 fent equip amb Hanns Kilian, Max Ludwig i Hans Mehlhorn. En aquests mateixos Jocs fou cinquè en la prova de bobs a 2. La tercera i darrera participació en uns Jocs fou el 1936 a Garmisch-Partenkirchen, on fou setè en la prova del bobs a 4.
Durant la seva carrera Huber guanyà tres medalles d'or al Campionat del Món de Bobsleigh i Skeleton, un en bobs a 2 (1931) i dos en bobs a 4 (1934, 1935).